# ماهی حلوای نیوزیلندی
ماهی حلوای نیوزیلندی (نام علمی: Peltorhamphus novaezeelandiae) نام یک گونه از راسته کفشک‌ماهی است.